# کندر (کرج)
کندر روستایی در شهرستان کرج واقع در استان البرز است و در ۱۴ کیلومتری شهر کرج قرار دارد. از این روستا در قدیم با عنوان کُهنه‌دُر یا کَنِ‌دور یاد می‌شده است. مساحت روستا بیش از ۱۰۰ هکتار است و جمعیت آن براساس آخرین سرشماری، ۳۵۰۰ نفر بوده است.

## نام
کندر به نام‌های دیگری مانند «کهن دور» هم خوانده می‌شود به این دلیل کهن دور می‌گویند که دارای اشیا قدیمی است و دلیل اینکه به آن «کن دور» می‌گویند این است که به امامزاده داوود راه دارد.

## موقعیت
این روستا در ۱۴ کیلومتری شهر کرج قرار دارد. کندر یا همان روستای کهن دور که به آن «کن دور» می‌گویند، به امامزاده داوود راه دارد و از روستا تا آنجا ۶ ساعت راه است و تا کنسلقان-وارنگه-واریج ۳ ساعت راه است. این روستا در ۲۲ کیلومتری شمال شرق شهر کرج و در هفت کیلومتری جادهٔ کرج–چالوس واقع است.

## جمعیت
روستای کندر براساس آخرین سرشماری، ۳۵۰۰ نفر بوده است. اکثر مردم روستا از اقوام تات‌زبان هستند. شغل اکثر مردم روستا باغداری و کشاورزی است. این روستا دارای بیش از ۱۱۰ استخر با پتانسیل پرورش ماهیان زینتی است که تعداد تقریبی ۱۵۰ نفر از جوانان روستا را به‌طور مستقیم به فعالیت مشغول کرده است.

## گردشگری

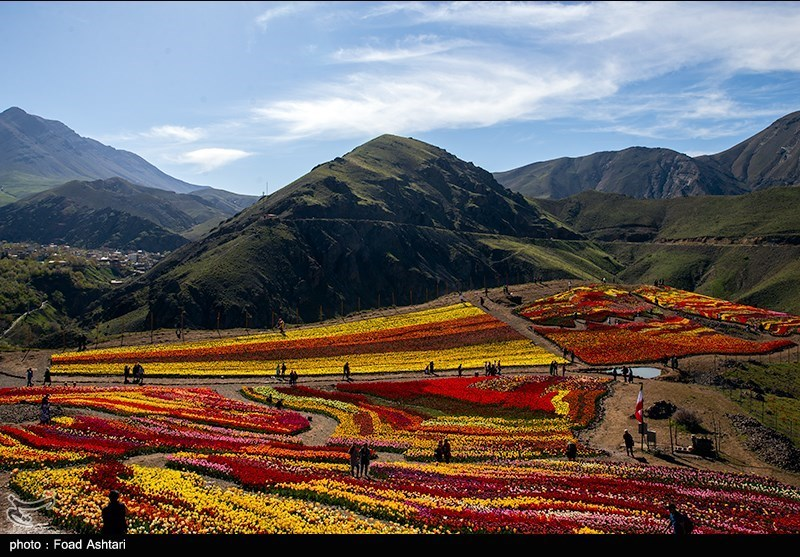
دشت لاله‌های روستای کندر

این روستا دارای جاذبه‌های گردشگری مختلف است، از جمله منطقه گردشگری لِزور که دارای چشم‌انداز به روستای کندر است. امامزاده عبدالله و طاهر از آثار ثبت‌شده در فهرست آثار ملی ایران مربوط به دوره صفوی در این روستا قرار دارد. این روستا دارای جاذبه‌های گردشگری فراوان نظیر قبرستان زرتشتیان بناهای تاریخی و جاذبه‌های طبیعی نظیر آبشار کندر است. از باغ‌های کندر می‌توان به آلبالو، گلابی و گیلاس اشاره کرد که در سراسر ایران با اسم کندر معروف است.
- دشت لاله: از جاذبه‌های این روستا دشت لاله‌ها است. برای نخستین بار ۲ میلیون و ۱۰۰ هزار گل لاله در مساحت ۳/۵ هکتار در منطقه بوم گردی «لزور» این روستا کاشته شد. بیش از ۱۵ رنگ گل و واریته لاله در این مزرعه کاشت شده است.[۱۱][۱۲][۱۳][۱۴]
- آبشار کندر: این آبشار در بخش شمال‌شرقی این منطقه واقع شده است.
- چهل بی‌بی: واقع شده در غارهایی دست‌ساز
- رودخانه دره گدا
- قبرستان زرتشتیان
- مجتمع گردشگری کندلوس: مجتمع گردشگری کندلوس واقع در کیلومتر ۴ محور کرج - چالوس با حضور مدیرکل میراث فرهنگی البرز و معاون گردشگری به بهره‌برداری رسید. این مجتمع گردشگری در ابتدای روستای کندر و با سرمایه‌گذاری ۵۰ میلیارد تومانی احداث شده است و مساحت آن بیش از ۱۵۰۰ مترمربع است.[۱۵][۱۶]